# 70e cérémonie des American Cinema Editors Awards
La 70e cérémonie des American Cinema Editors Awards (ACE Awards), décernés par les American Cinema Editors, a lieu le 17 janvier 2020 et récompense les monteurs des films de cinéma et de télévision ayant été réalisés en 2019.

## Palmarès
Sauf indication contraire, les informations proviennent de GoldDerby.

### Cinéma

#### Meilleur montage d'un film dramatique
- Parasite - Yang Jin-mo
  - Le Mans 66 - Michael McCusker (en) et Andrew Buckland
  - The Irishman - Thelma Schoonmaker
  - Joker - Jeff Groth
  - Marriage Story - Jennifer Lame

#### Meilleur montage d'un film comique ou musical
- Jojo Rabbit - Tom Eagles
  - Dolemite Is My Name - Billy Fox
  - L'Adieu - Michael Taylor et Matthew Friedman
  - À couteaux tirés - Bob Ducsay
  - Once Upon a Time... in Hollywood - Fred Raskin

#### Meilleur montage d'un film d'animation
- Toy Story 4 - Axel Geddes
  - La Reine des neiges 2 - Jeff Draheim
  - J'ai perdu mon corps - Benjamin Massoubre

#### Meilleur montage d'un documentaire pour le cinéma
- Apollo 11 - Todd Douglas Miller
  - American Factory - Lindsay Utz
  - Linda Ronstadt: The Sound of My Voice - Jake Pushinsky et Heidi Scharfe
  - Making Waves: The Art of Cinematic Sound - David J. Turner et Thomas G. Miller

#### Meilleur montage d'un documentaire non-cinéma
- What's My Name: Muhammad Ali - Jake Pushinsky
  - L’enfance volée de Jan Broberg – James Cude
  - Bathtubs Over Broadway – Dava Whisenant
  - Leaving Neverland - Jules Cornell

### Télévision

#### Meilleur montage de série comique pour la télévision câblée
- Better Things (Épisode : Pâques) - Janet Weinberg
  - Crazy Ex-Girlfriend (Épisode : Vegas et moi) - Nena Erb
  - The Good Place (Épisode : Pandemonium) - Eric Kissack (en)
  - Bienvenue à Schitt's Creek (Épisode : Life is a Cabaret) - Trevor Ambrose

#### Meilleur montage de série comique pour la télévision non câblée et les plateformes de SVOD
- Fleabag (Épisode 2, saison 1) - Gary Dollner
  - Barry (Épisode : Barry Berkman > Barry Block) - Kyle Reiter
  - Dead to Me (Épisode pilote) - Liza Cardinale
  - Poupée russe (Épisode : L'Issue) - Todd Browning

#### Meilleur montage de série dramatique pour la télévision câblée
- Killing Eve (Épisode : Aux grands maux, les grands remèdes) - Dan Crinnion
  - Killing Eve (Épisode : Le démon sans visage) - Al Morrow
  - Chicago Med (Épisode : Rien ne sera plus comme avant) - David J. Siegel
  - Mr. Robot (Épisode : 401 Unauthorized) - Rosanne Tan

#### Meilleur montage de série dramatique pour la télévision non câblée et les plateformes de SVOD
- Game of Thrones (Épisode : La longue nuit) - Tim Porter
  - Euphoria (Épisode pilote) - Julio C. Perez IV
  - Mindhunter (Épisode 2) - Kirk Baxter
  - Watchmen (Épisode : C'est l'été et nous sommes à court de glace) - David Eisenberg

#### Meilleur montage d'une mini-série ou téléfilm
- Chernobyl (Épisode : Mémoire éternelle) - Jinx Godfrey et Simon Smith
  - Fosse/Verdon (Épisode : Cabaret - le tournage) - Tim Streeto
  - Dans leur regard (Partie 1) - Terilyn A. Shropshire

#### Meilleur montage d'une série non scriptée
- VICE Investigates (Épisode : Amazon on Fire) - Cameron Dennis, Kelly Kendrick, Joe Matoske et Ryo Ikegami
  - Péril en haute mer (Épisode : Un homme à la mer) - Ben Bulatao, Rob Butler, Isaiah Camp, Greg Cornejo et Joe Mikan
  - Survivre à R. Kelly (Épisode : All the Missing Girls) - Stephanie Neroes, Sam Citron, LaRonda Morris, Rachel Cushing, Justin Goll, Masayoshi Matsuda et Kyle Schadt